# Jean XIII d'Alexandrie
Jean XIII d'Alexandrie 94e patriarche copte d'Alexandrie de 1484 à 1524.

## Contexte
Selon les Bollandistes Yoannis ou Younes Nekadi succède au patriarche  Jean XII
Après la mort du Pape Yoannis Al-Atnasher (Jean XII d'Alexandrie), le Siège de Saint-Marc reste vacant pendant cinq mois puis Yoannis Al-Talasher (Jean XIII d'Alexandrie) un homme honorable originaire du village de Sadafa dans le gouvernorat d'Assiout est élu pour lui succéder. Son long patriarcat de 40 années s'écoule pendant une période importante et troublée de l'histoire de l'Égypte.
Lorsqu'il accède au patriarcat le 10 février 1484 A.D., le sultan Burjite, Al-Ashraf Qait Bay règne sur l'Égypte, sept sultans lui succèdent dans un désordre croissant, dont le sultan Al-Achraf Qânsûh II Al-Ghûrî et le dernier d'entre eux, Al-Achraf Tuman Bay II, qui vécut les événements de l'  invasion et de la conquête ottomanes de l'Égypte en 1517.
Par ailleurs; en 1487, l'explorateur portugais Bartolomeu Dias découvre le Cap de Bonne-Espérance en Afrique du Sud, puis le navigateur Vasco de Gama atteint les côtes de l'ouest du Sous-continent indien en 1498 mettant ainsi en danger la route commerciale indienne et l'économie égyptienne. Les Portugais penettrent dans la mer Rouge débarque à Massaoua le 10 avril 1520 il établissent de bonnes relations avec le négus David II d'Éthiopie et leur ambassade demeure six années dans le pays . Cela entraine des tensions entre l'Égypte et l'Empire éthiopien,  qui se répercutent naturellement sur la relation entre l'Église copte orthodoxe, d'Égypte, et l'Église orthodoxe éthiopienne. le Négus David II,  fait alliance avec les Portugais, qui profitent de l'absence d'un chef religieux pour l'Église d'Éthiopie pour  persuader le souverain d'accepter un catholique portugais João Bermudes comme « Métropolite d'Abyssinie » ce qui est considéré par l'église d'Égypte comme une intrusion manifeste du pape de Rome sur les droits de l'Église copte et une ingérence dans ses affaires. 
Enfin en 1517, les Turcs ottomans  envahissent et occupent l'Égypte, Al-Achraf Tuman Bay II est exécuté mais le Pape Yoannis Al-Talasher demeure en place jusqu'à sa mort en 1524 après avoir fait des réformes dans l'église et écrit des ouvrages sur Christianisme.